# Dennis O’Neil (biskup)
Dennis Patrick O’Neil (ur. 16 stycznia 1940 w Freemont, zm. 17 października 2003 w San Bernardino) – amerykański duchowny katolicki, biskup pomocniczy diecezji San Bernardino w latach 2001–2003.

## Życiorys
Święcenia kapłańskie przyjął 30 kwietnia 1966 i został inkardynowany do archidiecezji Los Angeles. W 1979 wyjechał jako misjonarz na Alaskę i przez pięć lat pracował w diecezji Juneau. W 1984 powrócił do Los Angeles i pełnił posługę proboszcza w parafiach archidiecezji. W 1995 otrzymał tytuł Prałata Honorowego Jego Świątobliwości.

### Episkopat
17 stycznia 2001 został mianowany przez papieża Jana Pawła II biskupem pomocniczym diecezji San Bernardino ze stolicą tytularną Macon. Sakry biskupiej udzielił mu 27 marca tegoż roku ówczesny ordynariusz tejże diecezji, bp Gerald Barnes.
Zmarł nagle 17 października 2003 na atak serca.